# صليب كارل تروس
صليب كارل تروس (بالألمانية: Karl-Truppenkreuz) في 13 ديسمبر 1916 من قبل كارل الأول إمبراطور النمسا-المجر. مُنح الصليب حتى نهاية الحرب العالمية الأولى لجنود الجيش النمساوي المجري، بغض النظر عن الرتبة، الذين كانوا يحملونها مع وحدة مقاتلة لمدة اثني عشر أسبوعًا على الأقل والذين خدموا بالفعل على الجبهة.
الوسام من الزنك ويتكون من صليب باتي مستوحى مع إكليل غار.
تم وضع الصليب على الجهة اليسرى من الصدر من شريط أحمر مع شرائط جانبية حمراء بيضاء نحو كل حافة.
تم منح ما مجموعه 651،000 الوسام.